# Victor II de Hohenlohe-Ratibor
Victor II Amédée de Hohenlohe-Schillingsfürst, duc de Ratibor et prince de Corvey, né le 6 septembre 1847 à Rauden et mort le 9 août 1923 à Corvey, est un homme politique prussien et silésien.

## Biographie
Victor de Hohenlohe est le fils de Victor Ier, duc de Ratibor et prince de Corvey, descendant d'une branche catholique des Hohenlohe, les Hohenlohe-Schillingsfürst, et de son épouse, née princesse Amélie de Fürstenberg, fille de Charles-Egon II de Fürstenberg. Il épouse en 1877 la comtesse Marie von Breunner-Enkewoirth qui lui donne une descendance nombreuse.
Le jeune prince étudie le droit et devient docteur en droit à Göttingen en 1869. Il devient membre du Corps Borussia Bonn (1867) et du Corps Saxonia Göttingen (1890). Il sert ensuite dans le corps diplomatique. Il est secrétaire d'ambassade à Vienne entre 1873 et 1876. En 1893, il reprend les domaines de Kieferstädtel et de Zembowitz en Silésie. Il est président de la société allemande de défense de la chasse à partir de 1895, et de l'Automobile Club d'Allemagne à partir de 1899. Il reçoit le rang honorifique de général de cavalerie à la suite de Sa Majesté Impériale en 1907 et il est fait citoyen d'Honneur de la ville de Breslau en 1913. Pendant la Première Guerre mondiale, il est ambassadeur du Reich à Madrid.
Le duc de Ratibor siège au parlement provincial de Silésie (de) puis au parlement provincial de Haute-Silésie (de) de 1897 à 1921, donc jusqu'après l'effondrement de l'Empire allemand. Il est membre du Parti conservateur libre (Freikonservative partei, FKP), comme l'était son père. Il est membre de la chambre des seigneurs de Prusse à partir de 1893.

## Famille
À partir de 1877, il est marié avec Marie, née comtesse de Breunner-Enckevoirth (de). Il a quatre enfants avec elle :
- Victor III (de), duc de Ratibor et prince de Corvey, prince de Hohenlohe-Schillingsfürst (1879-1945).
  - marié en 1910 avec Elisabeth princesse d'Oettingen-Oettingen et d'Oettingen-Spielberg (1886-1976)
- Agathe (es) princesse de Ratibor et Corvey, princesse de Hohenlohe-Schillingsfürst (né le 24 juillet 1888 et morte le 12 décembre 1960)
  - mariée en avec 1910 Frédéric-Guillaume prince de Prusse (1880-1925)
- Margarete princesse de Ratibor et Corvey, princesse de Hohenlohe-Schillingsfürst (née le 3 mars 1894 et morte le 23 mai 1973)
- Johann prince de Ratibor et Corvey, prince de Hohenlohe-Schillingsfürst (né le 8 mars 1882 et mort le 5 janvier 1948)
  - marié en 1918 avec Marie Gabriele princesse de Windisch-Graetz (1898-1992).